# Riu Madeira
El riu Madeira és el principal afluent del riu Amazones, al qual aporta les aigües de la serralada dels Andes. Neix a la confluència dels rius Beni i Mamoré, en la frontera entre Bolivia i Brasil.
La conca abasta el Brasil, Bolívia i el Perú; tot i que la major part del Madeira transcorre sobretot al primer, en els estats de Rondônia i Amazones. La seva longitud el converteix en el 19è riu més llarg del món. A la desembocadura té una amplada d'uns quatre quilòmetres.
Al curs alt de la conca del Madeira hi viu l'Inia geoffrensis boliviensis, una subespècie del dofí de l'Amazones que és en risc d'extinició.

## Característiques generals
El Madeira neix a la confluència dels rius Beni i Mamoré, a la frontera dels municipis de Villa Bella (Bolívia) i Nova Mamoré (Brasil). El Beni, de 1.600 km, neix als Andes i recull les aigües del Madidi i del Madre de Dios, que amb 1.150 kmn'és l'afluent més important. El Mamoré és també un riu andí, mesura 1.319 km i rep les aportacions del Yata, el Grande i el Guaporé (o Iténez). Aquest últim rep l'aportació de l'extensa conca del riu Blanco.
Els principals afluents del Madeira són l'Abuná, el Machado (o Ji-Paraná) i l'Aripuanã. La conca hidrogràfica té una extensió 1.420.000 km². Té un cabal mitjà de 31.2000 m³/s.
El Madeira, des de la font fins a la confluència amb el riu Abuná, fa de frontera entre el Brasil i Bolívia. Ja al Brasil, a la ciutat de Porto Velho, capital de Rondônia, hi ha un port fluvial, principalment de productes agrícoles, i de transport de passatgers, que s'allarga 1.060 km fins a arribar a la desembocadura a l'Amazones, a Itacoatiara.
 Aquest tram navegable es coneix com Hidrovia do Madeira.

## Hidrologia

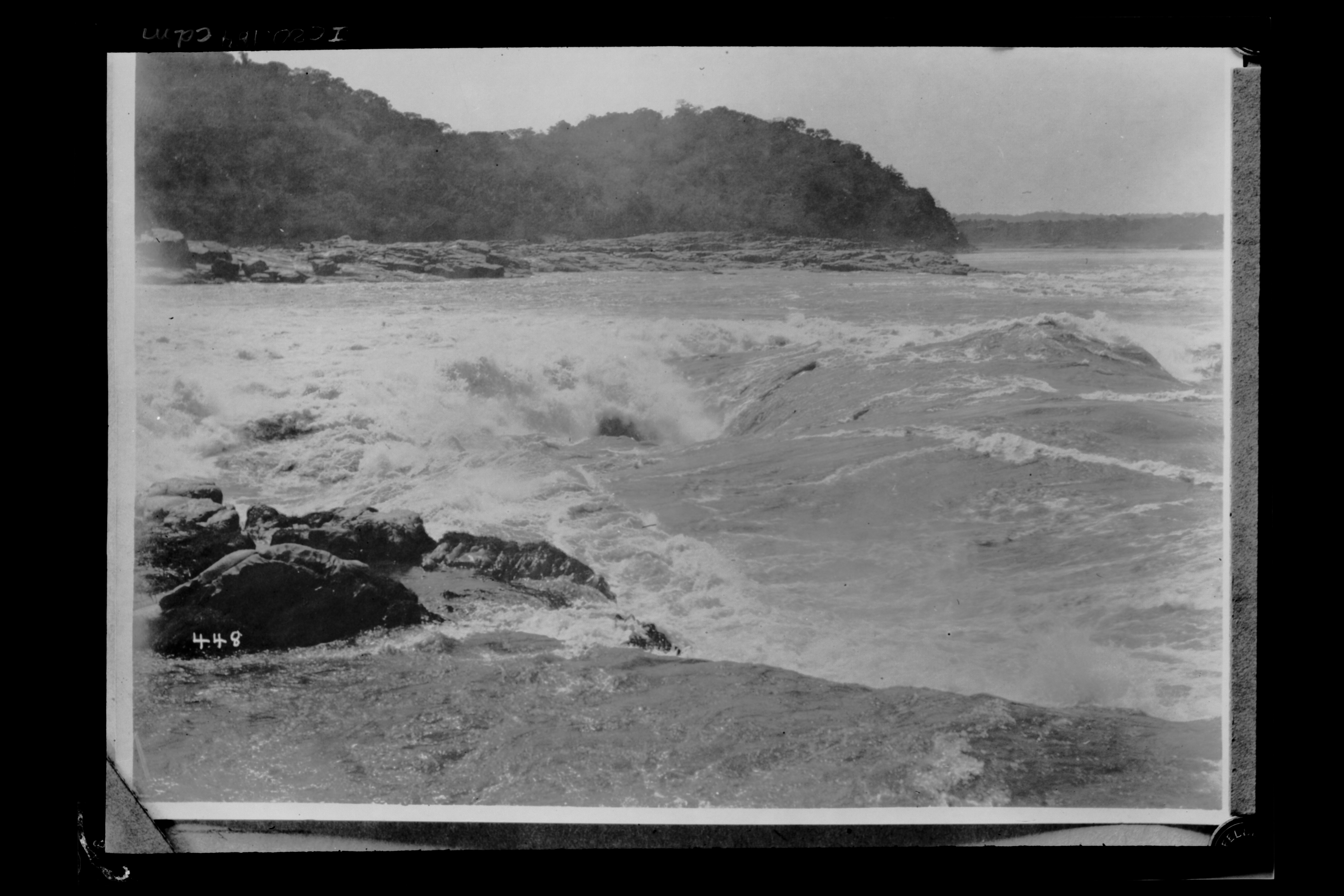
Ràpids (corredeiras) del riu Madeira, imatge de 1910.

Entre l'estació de pluges i la seca, el riu varia bastant de profunditat. A l'estació seca, les aigües que avancen en direcció a l'Amazones formen platges fluvials a les ribes. També en aquest període, al seu llit es poden albirar fàcilment gran quantitat de pedres que dissenyen trams amb petits salts d'aigua i ràpids.
Per l'altre costat, durant l'estació humida, de desembre a maig, tot i que el Madeira vagi ple, les crescudes de l'Amazones fa que aquest envaeixi la desembocadura, fent pujar el nivell de l'aigua fins vora els 17 metres a Porto Velho, provocant la inundació del terreny riberenc, així com els boscos d'aquesta planura. L'estuari del Madeira forma un gran llac amb una corrent subaquàtica destacada, que causa el transvasament de material sòlid de la llera d'una conca a l'altre. Aquests sediments formen dunes, visibles quan el cabal es restableix i torna a baixar el nivell d'aigua.

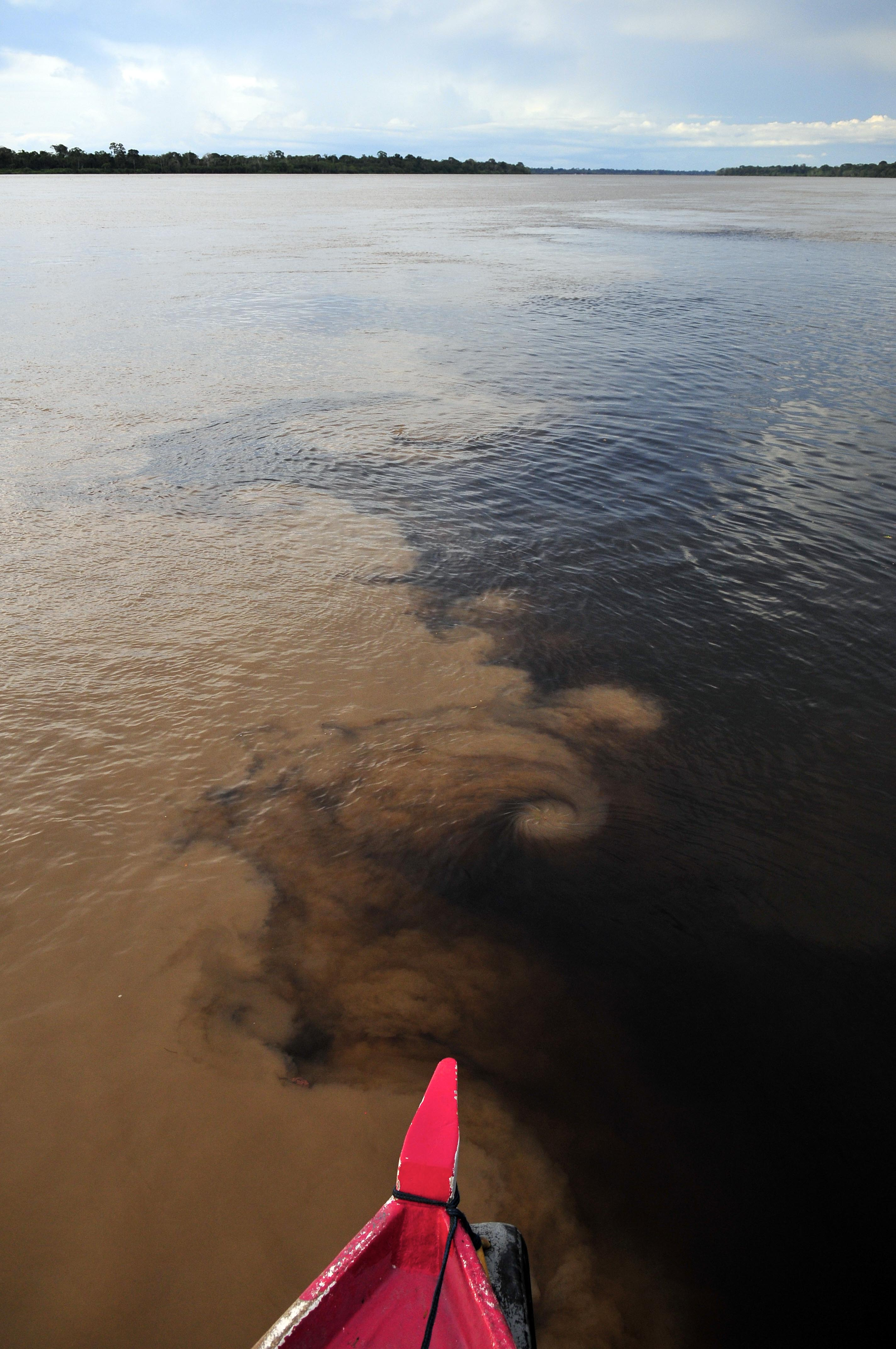
Confluència del Madeira (esquerra, d'aigua tèrbola) i el seu afluent Aripuanã, d'aigua fosca.

Les aigües del Madeira són tèrboles, per la gran quantitat de sediments que arrossega des del curs superior. D'altra banda, alguns dels afluents tenen aigües clares, mentre que n'hi ha d'altres, com el Aripuanã i el Manicoré, d'aigües negres per una alta concentració de matèria orgànica.

## Etimologia
Madeira significa fusta en portuguès. Rep aquest nom perquè arrossega gran quantitat de troncs i arbres caiguts dels boscos del marge, quan creix el nivell durant les èpoques de pluja abundant. Antigament, la fusta era reaprofitada pels fusters de les poblacions de la ribera. El riu també rep el nom indígena de Cuyarí, d'origen quítxua i que significaria «riu de l'amor».
En l'època del Brasil colonial, els expedicionaris bandeirantes l'anomenaven riu de les Sagetes, pels constants atacs que rebien per part dels poblats indígenes, a banda i banda del riu.

## Navegació
El nivell del riu Madeira creix més de quinze metres durant la temporada de pluges, i els vaixells oceànics poden navegar fins a les cataractes de Sant Antoni, prop de Porto Velho (Brasil), a 1.070 km de la desembocadura; però en els mesos secs, de juny a novembre, només és navegable la mateixa distància per a embarcacions amb un calat de dos metres. El ferrocarril Madeira-Mamoré recorre un bucle de 365 km al voltant del tram no navegable a Guajara-Mirim al riu Mamoré, però no és funcional, el que limita l'enviament des de l'Atlàntic a Porto Velho.
Avui en dia, també és una de les vies fluvials més actives de la conca de l'Amazones i ajuda a exportar prop de quatre milions de tones de grans, que es carreguen en barcasses a Porto Velho, on tant Cargill com Amaggi tenen instal·lacions de càrrega, i després s'envien pel Madeira al ports d'Itacoatiara, prop de la desembocadura del Madeira, riu amunt a la marge esquerra de l'Amazones, o més avall de l'Amazones, fins al port de Santarem, a la desembocadura del riu Tapajós. Des d'aquests dos ports, els vaixells tipus Panamax exporten els grans, principalment soja i blat de moro, a Europa i Àsia. La via fluvial del Madeira també s'utilitza per portar combustibles fòssils des de la refineria Petrobras a Manaus, capital de l'estat d'Amazones, fins a Porto Velho. Les barcasses de càrrega també voguen el Madeira a la ruta entre Manaus i Porto Velho, que té 1.225 km al llarg del riu Negro, l'Amazones i el Madeira. Connecten el districte industrial de Manaus amb la resta del Brasil. El 2012, les barcasses van transportar 287.835 tones (en ambdós sentits). El tonatge total enviat el 2012 pel Madeira va ascendir a 5.076.014.
El 2007 va començar la construcció de dues grans preses com a part del projecte d'integració regional IIRSA. Els projectes de les preses inclouen grans rescloses capaces de moure embarcacions oceàniques entre l'embassament i el riu corrent avall. Si es completa el projecte, «més de 4.000 km de vies fluvials aigües amunt de les preses al Brasil, Bolívia i Perú serien navegables».

## Infraestructures

### Ponts
Fins ja ben entrat el segle xxi, el Madeira no hi havia cap pont que travessava el riu, i es fan servir transbordadors per anar d'una vora a l'altra. El setembre de 2014 es va s'inaugurar el primer pont, el pont Rondon-Roosevelt, mesura 975 metres de longitud i fa de nexe entre la capital rondonienca, Porto Velho i l'estat de l'Amazones. El pont forma part de la carretera BR-319 i rep aquest nom en homenatge a l'expedició capitanejada per Cândido Rondon (de qui agafa el nom l'estat de Rondônia) i Theodore Roosevelt entre 1913 i 1914.
El segon pont és a prop de la desembocadura de l'afluent Abunã, a la carretera BR-364. Inaugurat el maig de 2021, d'un amplada de 1.084 metres enllaça Rondônia amb l'Acre, unint Porto Velho i Rio Branco en un trajecte d'unes set hores en auto.

### Centrals hidroelèctriques

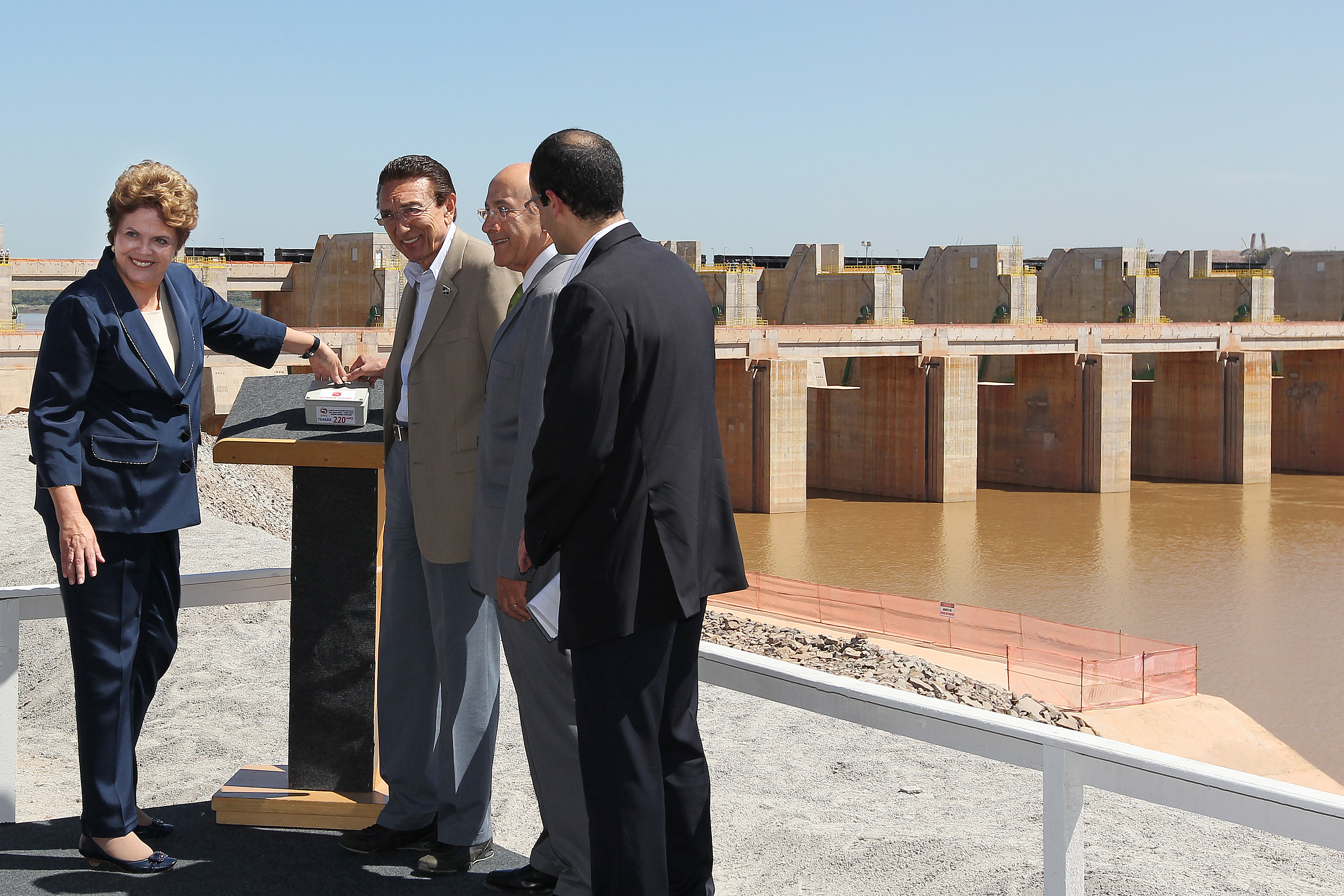
Acte a la central hidroelèctrica de Santo Antônio, amb la Presidenta Dilma Rousseff.

L'any 2007, el govern brasiler va aprovar un pla per construir un complex de preses i centrals hidroelèctriques al llarg del Madeira, per aprofitar la força hidràulica per a produir electricitat. Aquest pla, de caràcter binacional, preveia la construcció de tres preses, una en territori bolivià i dues més en sòl brasiler. Les obres de les dues centrals brasileres, Santo Antônio i Jirau, no van concloure fins al 2016, tot i que ja funcionaven parcialment des d'uns anys. La presa boliviana, que havia de ser construïda a Cachuela Esperanza, a pocs quilòmetres de la frontera amb el Brasil, no ha sortit fora de la fase d'estudi, malgrat les pressions rebudes per l'executiu de Brasília.
Diverses organitzacions ecologistes són molt crítiques amb aquest projecte: a més del perjudici per la desforestació i contaminació del medi ambient durant la construcció de les preses, aquestes dificulten el moviment migratori dels peixos i dofins de riu que viuen al Madeira. També hi hagué reclamacions d'entitats en defensa dels drets dels pobles indígenes, car les preses se situen al territori de diversos assentaments, que van haver de traslladar-se.

### Tren

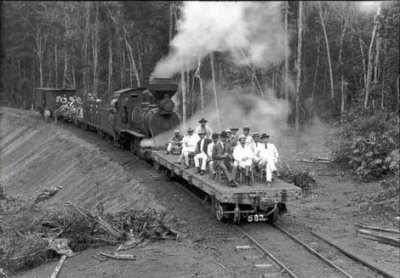
Trajecte inaugural de lEstrada de Ferro Madeira-Mamoré.

Durant la primera meitat del segle xx, una línia de ferrocarril va vorejar part del Mamoré i el Madeira, entre les localitats de Guajará-Mirim i Porto Velho. Va ser finançada pels Estats Units i va ser tinguda com un repte d'abast mundial, per la dificultat d'accés i la quantitat de treballadors que hi van morir, perquè va rebre el malnom de Ferrocarril de l'Infern.
Aquest tren servia per a transportar làtex, extret de les plantacions d'arbre del cautxú, fins a Porto Velho, càrrega que després seria transferida a vaixells i finalment exportada. El cicle del cautxú va ser molt important en la regió amazònica en aquella època, portant grans inversions a Manaus o Porto Velho. Va estar activa entre 1912 i 1972, l'any 2005 va ser declarada Patrimoni Històric brasiler i el 2012, any del seu centenari, es va iniciar el procés per ser declarada Patrimoni de la Humanitat per la Unesco.